# Gasville-Oisème
Gasville-Oisème [ɡavil wazɛm] est une commune française située dans le département d'Eure-et-Loir en région Centre-Val de Loire.

## Géographie

### Situation

Situation géographique
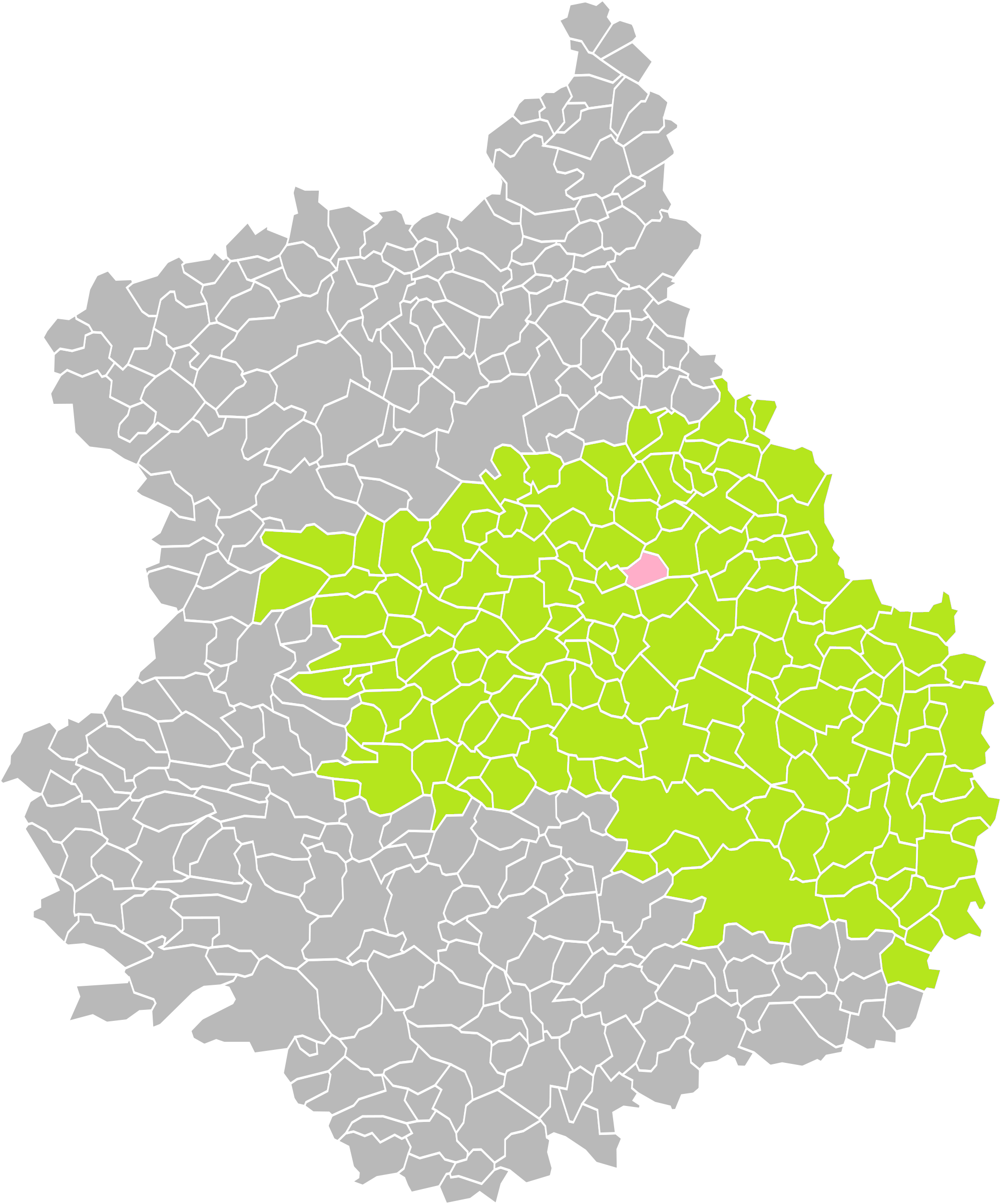
Gasville-Oisème dans son arrondissement.
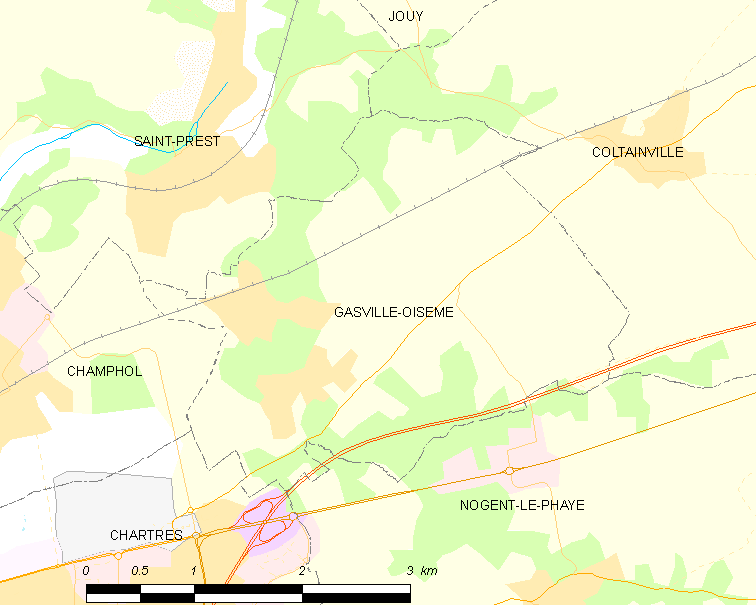
Carte de la commune de Gasville-Oisème.

### Communes limitrophes
| Saint-Prest | Saint-Prest, Coltainville | Coltainville    |
| Champhol    | Gasville-Oisème           | Coltainville    |
| Chartres    | Nogent-le-Phaye           | Nogent-le-Phaye |

### Climat
Pour des articles plus généraux, voir Climat du Centre-Val de Loire et Climat d'Eure-et-Loir.
En 2010, le climat de la commune est de type climat océanique dégradé des plaines du Centre et du Nord, selon une étude du CNRS s'appuyant sur une série de données couvrant la période 1971-2000. En 2020, Météo-France publie une typologie des climats de la France métropolitaine dans laquelle la commune est exposée à un climat océanique altéré et est dans la région climatique  Sud-ouest du bassin Parisien, caractérisée par une faible pluviométrie, notamment au printemps (120 à 150 mm) et un hiver froid (3,5 °C). 
Pour la période 1971-2000, la température annuelle moyenne est de 10,6 °C, avec une amplitude thermique annuelle de 14,8 °C. Le cumul annuel moyen de précipitations est de 640 mm, avec 10,8 jours de précipitations en janvier et 7,7 jours en juillet. Pour la période 1991-2020, la température moyenne annuelle observée sur la station météorologique de Météo-France la plus proche, « Chartres », sur la commune de Champhol à 2 km à vol d'oiseau, est de 11,4 °C et le cumul annuel moyen de précipitations est de 606,1 mm,. Pour l'avenir, les paramètres climatiques de la commune estimés pour 2050 selon différents scénarios d'émission de gaz à effet de serre sont consultables sur un site dédié publié par Météo-France en novembre 2022.

## Urbanisme

### Typologie
Au 1er janvier 2024, Gasville-Oisème est catégorisée ceinture urbaine, selon la nouvelle grille communale de densité à 7 niveaux définie par l'Insee en 2022.
Elle est située hors unité urbaine. Par ailleurs la commune fait partie de l'aire d'attraction de Chartres, dont elle est une commune de la couronne,. Cette aire, qui regroupe 117 communes, est catégorisée dans les aires de 50 000 à moins de 200 000 habitants,.

### Occupation des sols
L'occupation des sols de la commune, telle qu'elle ressort de la base de données européenne d’occupation biophysique des sols Corine Land Cover (CLC), est marquée par l'importance des territoires agricoles (65,2 % en 2018), en diminution par rapport à 1990 (67,5 %). La répartition détaillée en 2018 est la suivante : 
terres arables (65,2 %), forêts (24,2 %), zones urbanisées (10,6 %). L'évolution de l’occupation des sols de la commune et de ses infrastructures peut être observée sur les différentes représentations cartographiques du territoire : la carte de Cassini (XVIIIe siècle), la carte d'état-major (1820-1866) et les cartes ou photos aériennes de l'IGN pour la période actuelle (1950 à aujourd'hui).

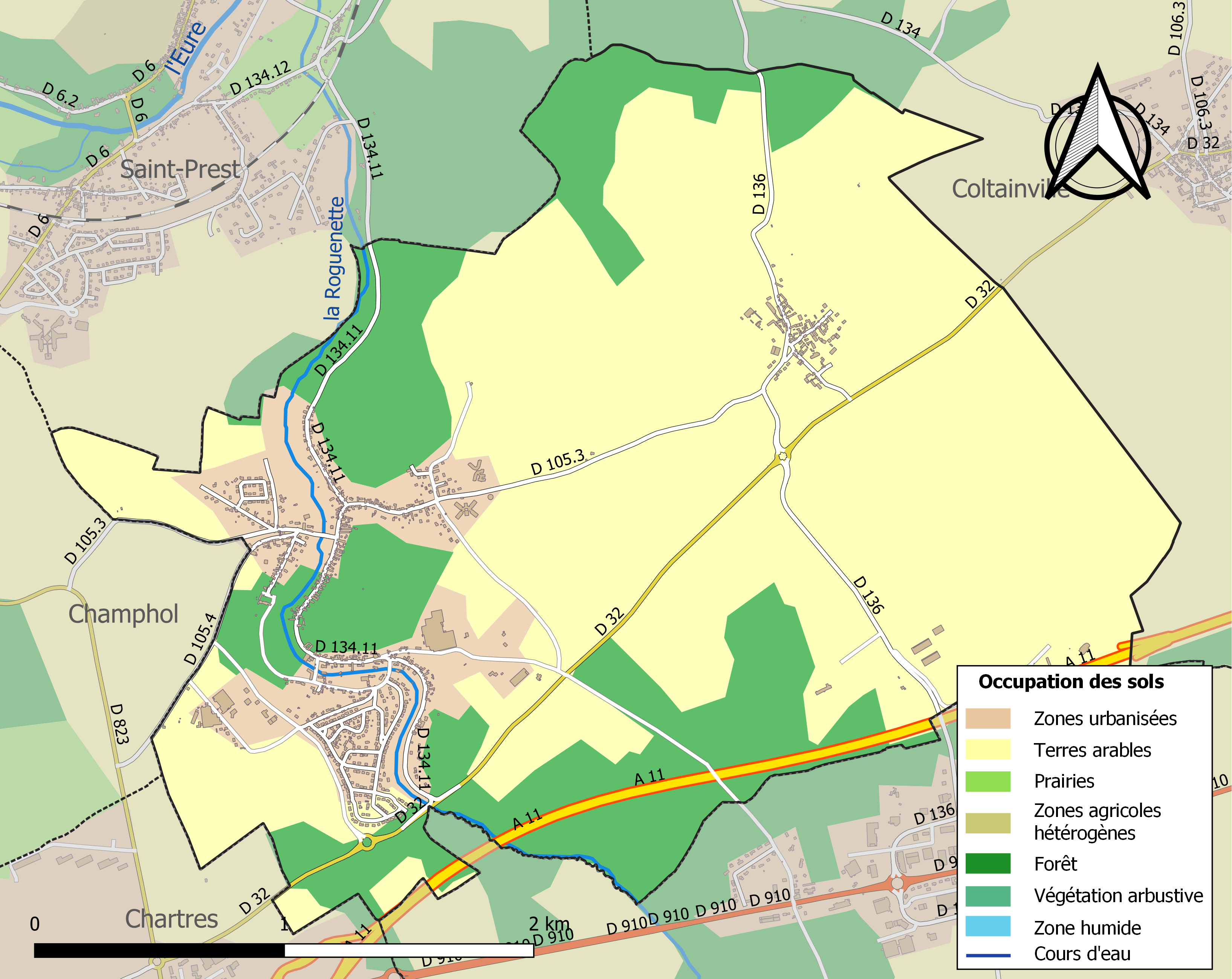
Carte des infrastructures et de l'occupation des sols de la commune en 2018 (CLC).

### Risques majeurs
Le territoire de la commune de Gasville-Oisème est vulnérable à différents aléas naturels : météorologiques (tempête, orage, neige, grand froid, canicule ou sécheresse), inondations, mouvements de terrains et séisme (sismicité très faible). Il est également exposé à un risque technologique, le transport de matières dangereuses. Un site publié par le BRGM permet d'évaluer simplement et rapidement les risques d'un bien localisé soit par son adresse soit par le numéro de sa parcelle.

#### Risques naturels
Certaines parties du territoire communal sont susceptibles d’être affectées par le risque d’inondation par débordement de cours d'eau et par ruissellement et coulée de boue, notamment la Roguenette. La commune a été reconnue en état de catastrophe naturelle au titre des dommages causés par les inondations et coulées de boue survenues en 1994, 1999 et 2018,.

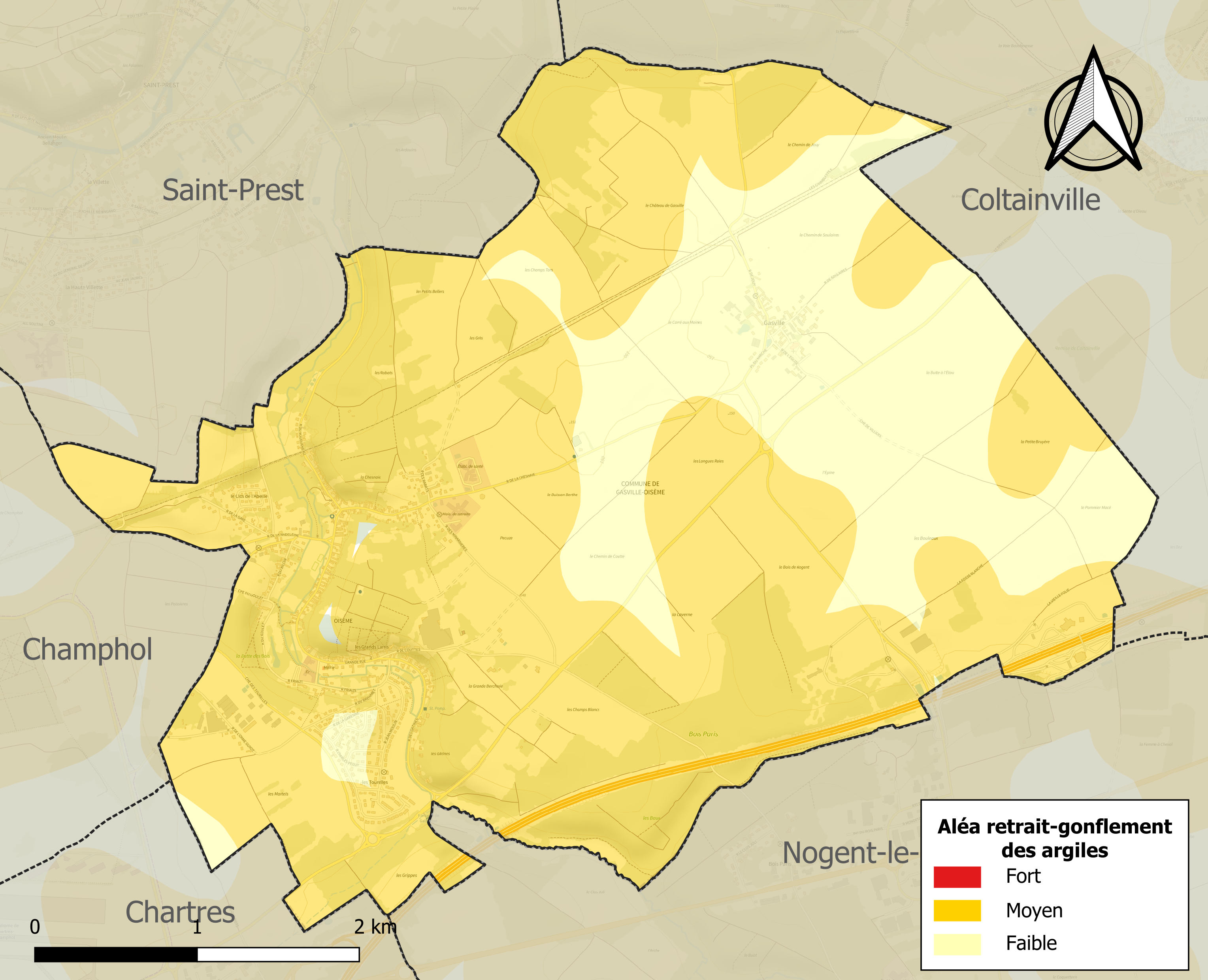
Carte des zones d'aléa retrait-gonflement des sols argileux de Gasville-Oisème.

La commune est vulnérable au risque de mouvements de terrains constitué principalement du retrait-gonflement des sols argileux. Cet aléa est susceptible d'engendrer des dommages importants aux bâtiments en cas d’alternance de périodes de sécheresse et de pluie. 73,6 % de la superficie communale est en aléa moyen ou fort (52,8 % au niveau départemental et 48,5 % au niveau national). Sur les 540 bâtiments dénombrés sur la commune en 2019, 423 sont en aléa moyen ou fort, soit 78 %, à comparer aux 70 % au niveau départemental et 54 % au niveau national. Une cartographie de l'exposition du territoire national au retrait gonflement des sols argileux est disponible sur le site du BRGM,.
Concernant les mouvements de terrains, la commune a été reconnue en état de catastrophe naturelle au titre des dommages causés par la sécheresse en 1989 et 1995 et par des mouvements de terrain en 1999.

#### Risques technologiques
Le risque de transport de matières dangereuses sur la commune est lié à sa traversée par des infrastructures routières ou ferroviaires importantes ou la présence d'une canalisation de transport d'hydrocarbures. Un accident se produisant sur de telles infrastructures est en effet susceptible d’avoir des effets graves au bâti ou aux personnes jusqu’à 350 m, selon la nature du matériau transporté. Des dispositions d’urbanisme peuvent être préconisées en conséquence.

## Toponymie
Gasville est attesté sous les formes : Gaesvilla, 1170 ; Gasvilla, 1208 ; Gaiavilla, 1209 ; Unum modium avene in tensamento Gaesville, 29 août 1209 ; Gaevilla, 1224 ; Item apud Gaesvillam, vers 1272 ; Gayvilla, 1282 ; Gaeville, 1283 ; Gaiville, 1293 ; Gayville, 1358 ; Goyville, 19 août 1378 ; Gayville lès Chartres, juillet 1382 ; Gasville, vieux chemin de Chartres à Paris, 1740 ; Gâville, XVIIIe s. (Carte de Cassini) ; Terre en la paroisse de Gâville, 18 avril 1791 ; Terre en la paroisse de Gasville, 18 avril 1791 ; Gasville, 1808 (Cadastre).
Oisème est mentionné sous les formes : Oysesma, 1133 ; Oysesmus, vers 1140 ; Osemia, 1148 ; Oiselma, 1203 ; Osemium, 1261 ; Oysème, mai 1359 ; Terram in territorio de Oyseme, inter dictum Oyseme et Gaivillam, 1476 ; Oizème, juin 1493 ; Oysesme, 1539 ; Oisème, XVIIIe s. (Carte de Cassini) ; Oisème, 1808 (Cadastre) ; Oisème, 1956 (Cadastre).
Le nom est issu du gaulois uxama = hauteur, comme pour l'île d'Ouessant. Proparoxyton attesté dans les documents de l’antiquité. Serait le superlatif en -ama de uxs, uxisama c'est-à-dire « très haute ».
Ce lieudit se situe dans le vallon du ruisseau d’Oisème ou de Sours, affluent de la rivière de l’Eure, en contrebas du plateau, au pied de la hauteur qui lui donne son nom et sur laquelle le village primitif devait s’élever ; cette localité dut se déplacer, peut-être dès l’époque gallo-romaine, et devait occuper primitivement et sous l’occupation gauloise, l’un des éperons qui commandent la vallée, comme à Saint-Patrice, Indre-et-Loire. Ce lieudit donna son nouveau à la commune, car il portait l’école communale et la mairie.
La fusion Gasville-Oisème est officialisée par le décret du 30 mai 1986[réf. nécessaire].

## Histoire
En 1740, le village doit faire face à plusieurs attaques de loups, trois habitants sont tués. Le 26 janvier 1740, André Le Loup, laboureur à Gasville, prend la tête d'une délégation pour rencontrer le maire de Chartres et lui demander son aide.

### Enseignement

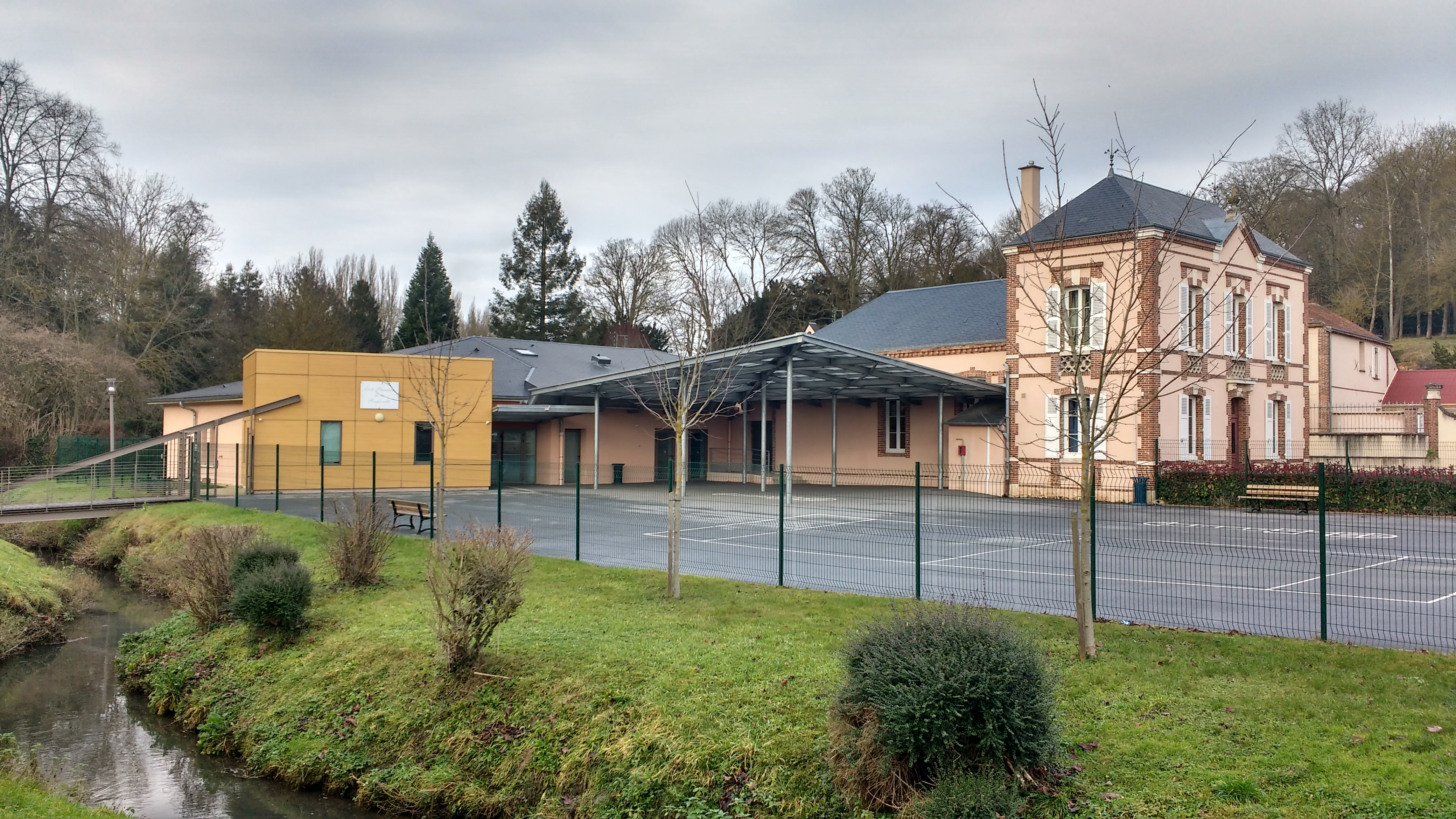
École primaire Gasville-Oisème.

## Politique et administration

### Liste des maires
| Période                                  | Période        | Identité          | Étiquette | Qualité                                                             |
| ---------------------------------------- | -------------- | ----------------- | --------- | ------------------------------------------------------------------- |
| Les données manquantes sont à compléter. |                |                   |           |                                                                     |
| ?                                        | Septembre 1941 | Marcel Cintrat    |           | Maire de Gasville révoqué par le régime de Vichy                    |
| Mars 1983                                | Mars 2008      | François Catel    | Rad.      | Scael Conseiller général du canton de Chartres-Nord-Est (1992-1998) |
| Mars 2008                                | Juillet 2020   | William Belhomme  | UMP-LR    | Agriculteur retraité                                                |
| Juillet 2020                             | Février 2024   | Romain Rouault    |           |                                                                     |
| Février 2024                             | En cours       | Grégoire Bailleux |           | Archéologue                                                         |

## Population et société

### Démographie
L'évolution du nombre d'habitants est connue à travers les recensements de la population effectués dans la commune depuis 1793. Pour les communes de moins de 10 000 habitants, une enquête de recensement portant sur toute la population est réalisée tous les cinq ans, les populations de référence des années intermédiaires étant quant à elles estimées par interpolation ou extrapolation. Pour la commune, le premier recensement exhaustif entrant dans le cadre du nouveau dispositif a été réalisé en 2007.

En 2022, la commune comptait 1 474 habitants, en évolution de +4,1 % par rapport à 2016 (Eure-et-Loir : −0,23 %, France hors Mayotte : +2,11 %).
| 1793 | 1800 | 1806 | 1821 | 1831 | 1836 | 1841 | 1846 | 1851 |
| ---- | ---- | ---- | ---- | ---- | ---- | ---- | ---- | ---- |
| 798  | 904  | 892  | 895  | 871  | 900  | 881  | 865  | 889  |

| 1856 | 1861 | 1866 | 1872 | 1876 | 1881 | 1886 | 1891 | 1896 |
| ---- | ---- | ---- | ---- | ---- | ---- | ---- | ---- | ---- |
| 865  | 888  | 867  | 814  | 805  | 779  | 774  | 741  | 682  |

| 1901 | 1906 | 1911 | 1921 | 1926 | 1931 | 1936 | 1946 | 1954 |
| ---- | ---- | ---- | ---- | ---- | ---- | ---- | ---- | ---- |
| 683  | 602  | 618  | 520  | 575  | 536  | 505  | 509  | 548  |

| 1962 | 1968 | 1975 | 1982 | 1990  | 1999  | 2006  | 2007  | 2012  |
| ---- | ---- | ---- | ---- | ----- | ----- | ----- | ----- | ----- |
| 511  | 606  | 834  | 875  | 1 022 | 1 136 | 1 176 | 1 180 | 1 326 |

| 2017  | 2022  | - | - | - | - | - | - | - |
| ----- | ----- | - | - | - | - | - | - | - |
| 1 448 | 1 474 | - | - | - | - | - | - | - |

## Culture locale et patrimoine

### Lieux et monuments
- Le viaduc de Oisème, sur la ligne de Paris à Chartres par Gallardon, permet de franchir la Roguenette. Il fut bombardé par les Alliés durant la Seconde Guerre mondiale trois fois, puis reconstruit trois fois !
- L'église Saint-Grégoire, qui abrite une fresque du Jugement dernier, réalisée par Camille Marcille, qui orne tout le pan de mur intérieur de l’entrée de la nef :
- Le lavoir de Oisème.

Lieux et monuments
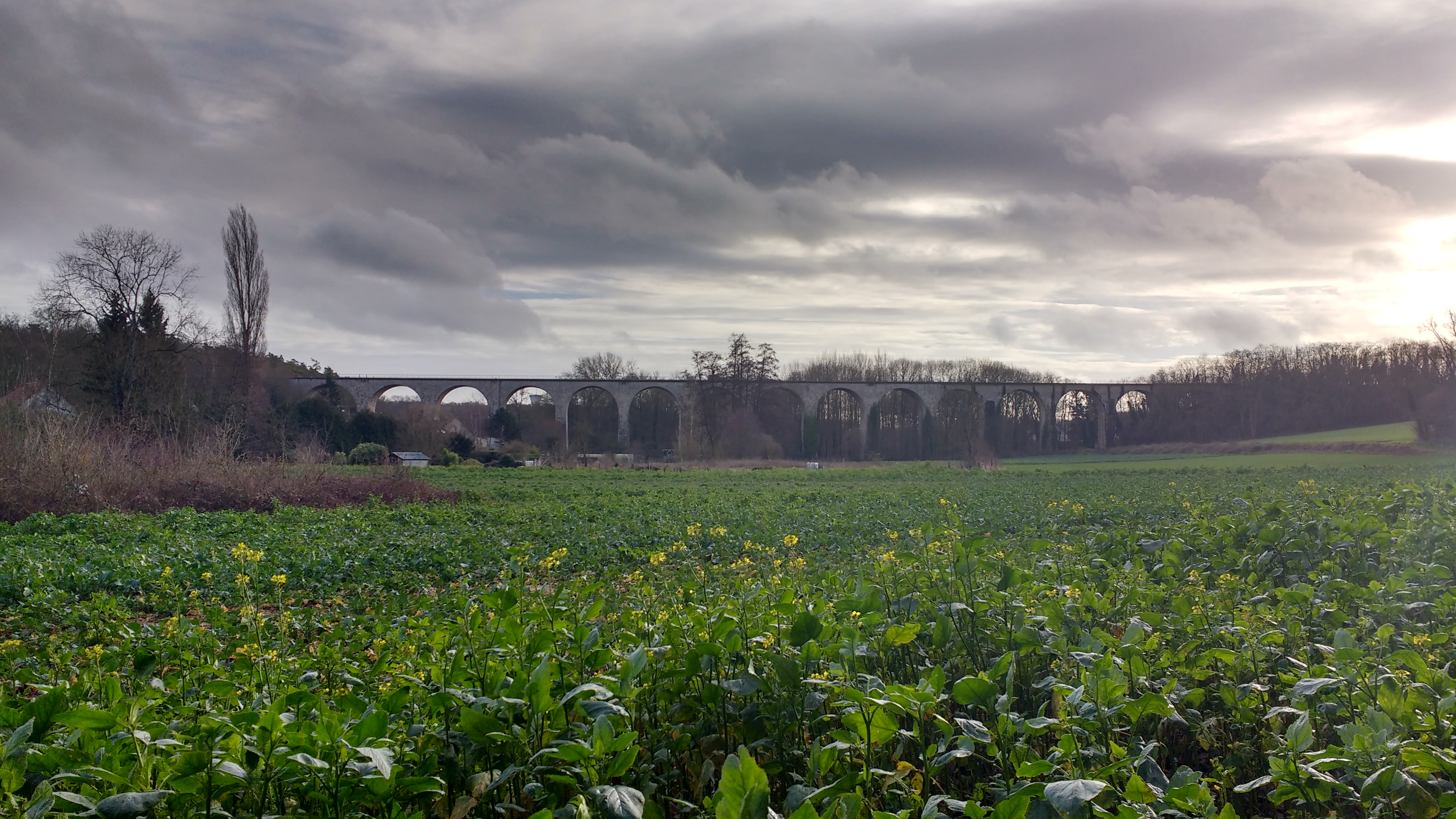
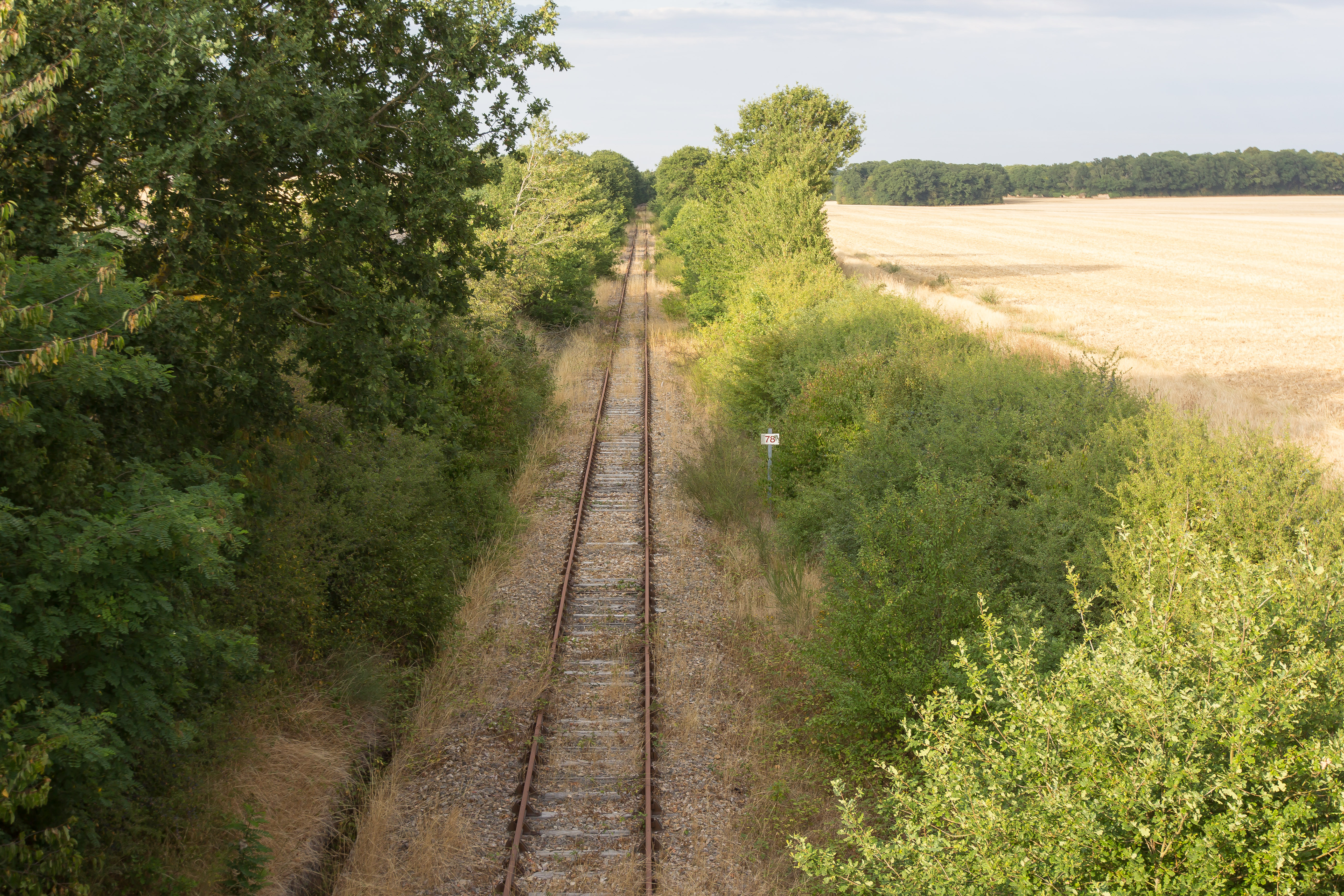
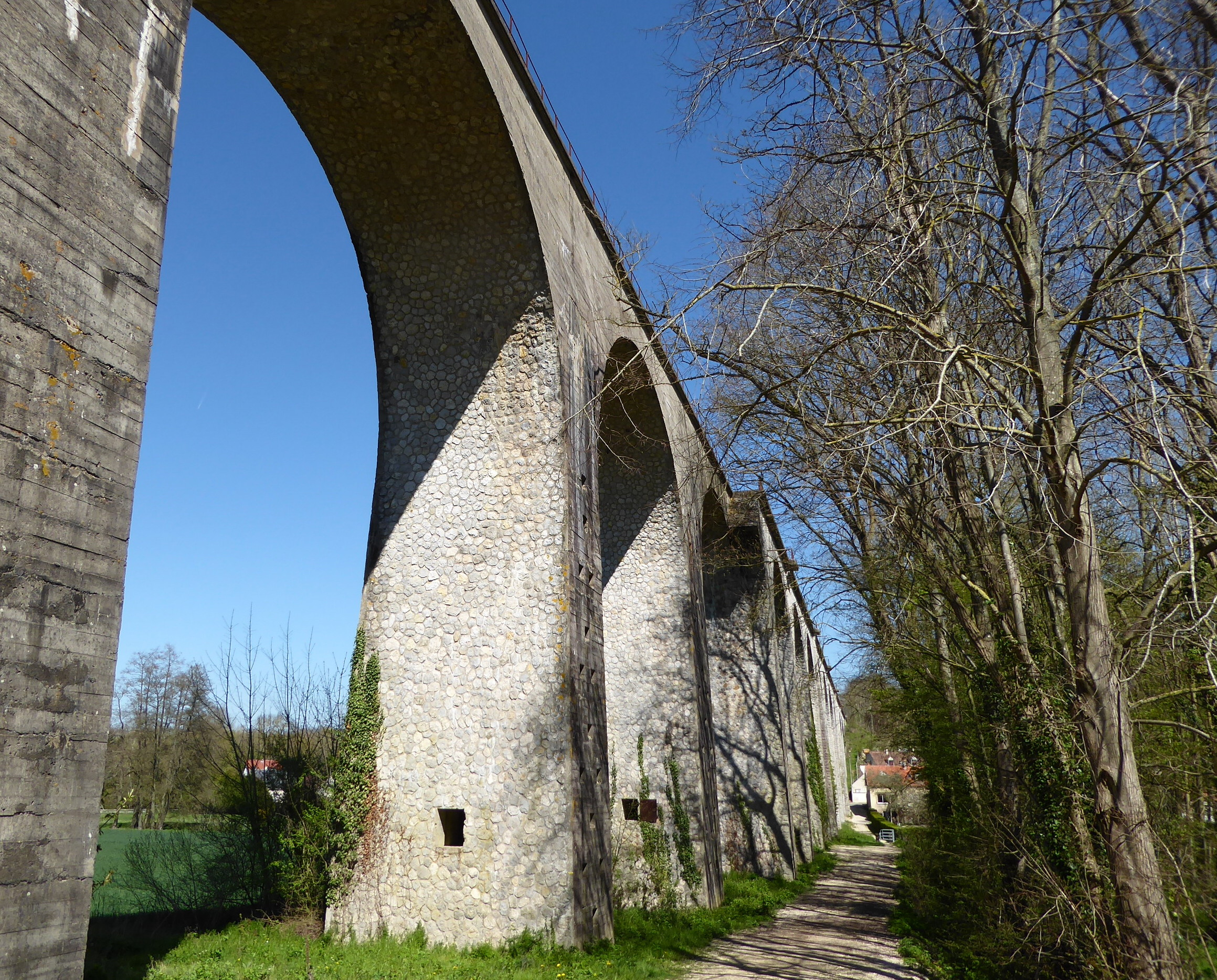
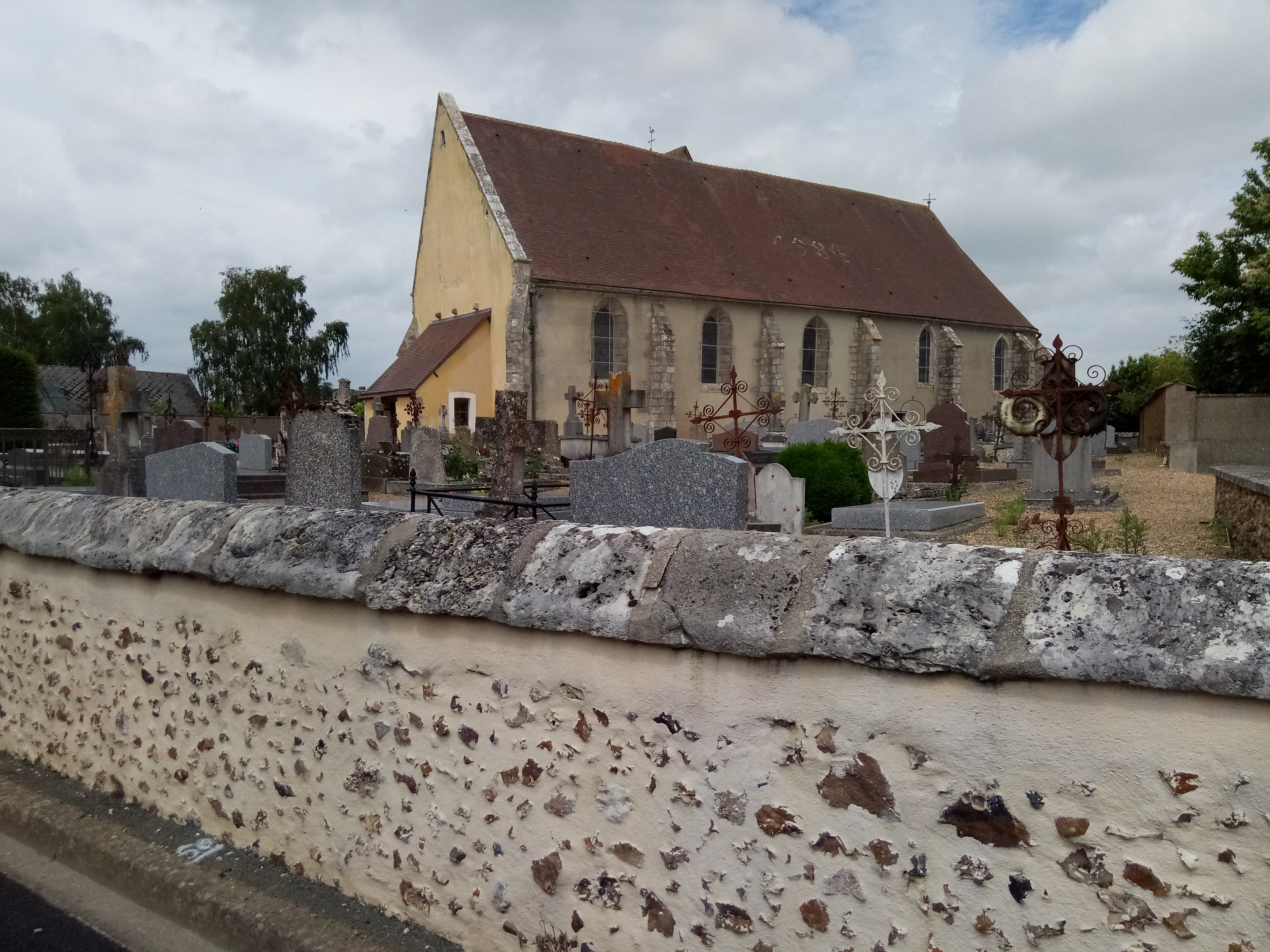
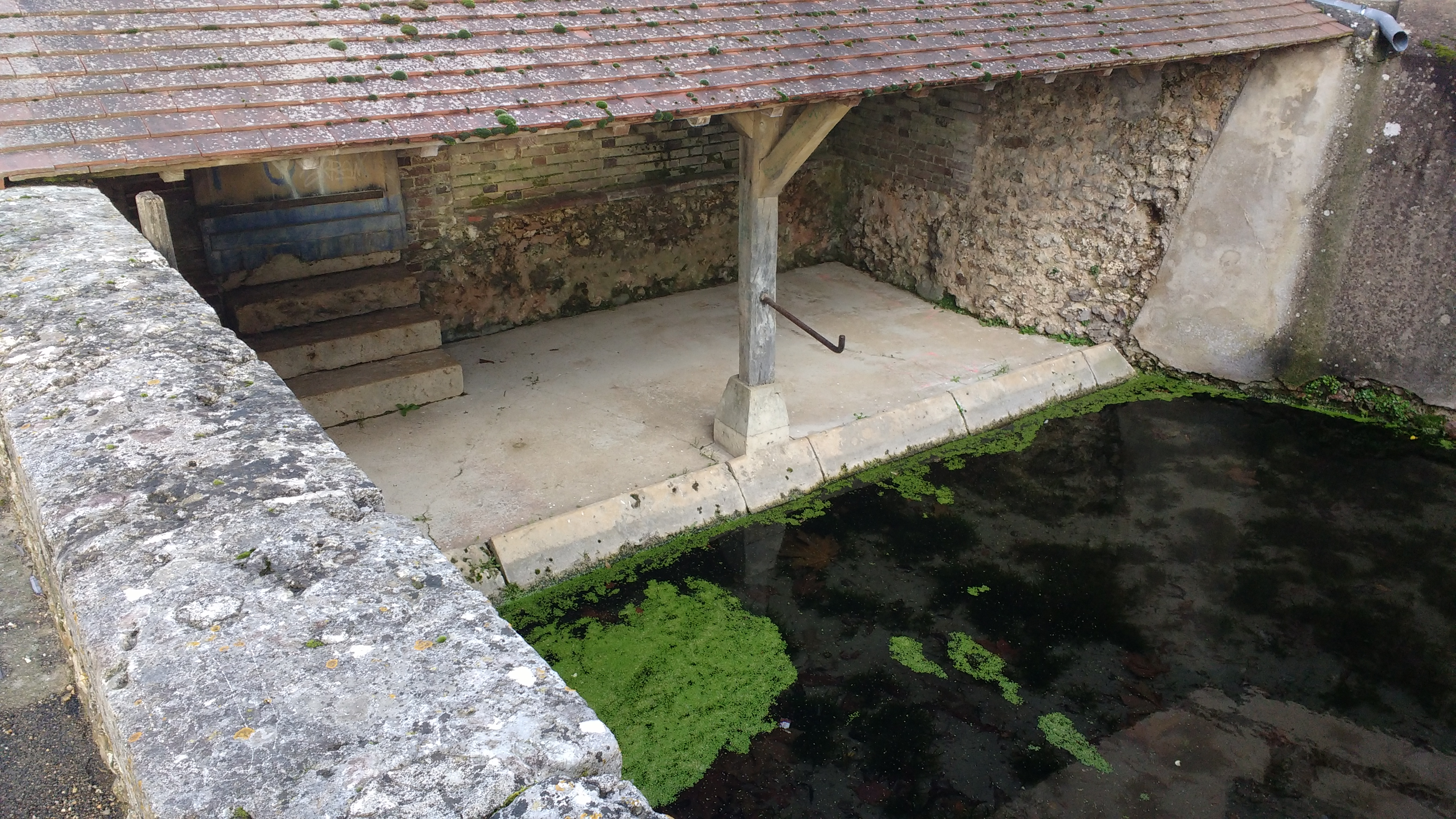

### Personnalités liées à la commune
- Jean-Dominique Cassini (1748-1845), astronome, propriétaire de la Folie à Oisème (sans rapport avec le domaine de la Folie). Acquise le 10 juin 1789 de Jacques Vincent Thorin, écuyer, seigneur de Brazais, mousquetaire de la garde du Roy[51], il la revendit le 11 novembre 1796 à Louise Mélanie Beaulieu, veuve de Charles Gabriel Lécureau de Massalain[52].
- François-André Isambert (1792-1857), jurisconsulte, avocat, conseiller à la Cour de cassation, directeur du Bulletin des Lois, député d'Eure-et-Loir et de la Vendée, membre du conseil général d'Eure-et-Loir, représentant de l'Eure-et-Loir à l'Assemblée constituante de 1848, corédacteur du décret-loi instituant le suffrage universel en France, fondateur de la Société Française pour l'Abolition de l'Esclavage (1834), cofondateur et vice-président de la Société de Géographie, dont le père était propriétaire du domaine de « La Folie » également appelé « La Folie-Bouvet » à Oisème, acquis en 1803, ayant appartenu auparavant pendant plusieurs générations à la famille Bouvet de Bronville. Ce domaine n'existe plus.
- Gustave Braccini (1805-1876), militaire de carrière, maire de Gasville. En 1852, il possède plus de 80 esclaves qu'il revend la même année[53].
- Camille Marcille (1816-1875), artiste peintre, collectionneur d'œuvres d'art et conservateur de musée français. Résida au château du Goulet à Oisème.
- Eugène Boudin (1824-1898), peintre, qui, reçu par le collectionneur d'art Camille Marcille, a peint trois paysages représentant Oisème.
- Jules de Goncourt (1830-1870) y effectua de nombreux séjours, relatés dans le Journal des frères Goncourt, chez le collectionneur d'art Camille Marcille.
- Alexandre Torcheux, aveugle qui construisit et exploita seul un moulin à Oisème, appelé le « Moulin de l'Aveugle » vers 1850-60[54].
- Louis Ombrédanne (1871-1956), un des fondateurs de la chirurgie pédiatrique et inventeur de nombreuses techniques opératoires ainsi que du masque d'anesthésie qui porte son nom, résida à Oisème[55]. Il repose dans le caveau familial du cimetière de Gasville[56].
- Robert Alphonse Collard dit Lortac (1884-1973), écrivain, illustrateur, portraitiste, critique d'art, scénariste français, considéré comme pionnier du dessin animé, en particulier publicitaire. Entre autres, scénariste prolifique pour Les Pieds Nickelés de René Pellos et Bibi Fricotin de Pierre Lacroix (pour les illustrés Jeunesse joyeuse). Résida à Oisème de 1921 à 1925[55].
- Victor Denain (1880-1952), général et homme politique français, entre autres à l'origine de la création de l'École de l'air de Salon-de-Provence, ainsi que de l'essor de l'aéronautique militaire. Résida à Oisème de 1930 à 1933[55].
- Chaïm Soutine (1893-1943) a peint trois tableaux à Oisème : Jeune fille avec un chien maison et contrefort vers 1930 et La maison à Oisème en 1934, dont il fera deux versions.

### Héraldique
| Blason de Gasville-Oisème | Blason  | D'or au lion à la queue fourchue et passée en sautoir d'azur, armé d'argent et lampassé de gueules. |
| Blason de Gasville-Oisème | Détails | Le statut officiel du blason reste à déterminer.                                                    |